# Italiaanse ruïne
Italiaanse ruïne, ook Italiaanse bouwval genoemd, is een schilderij door de Noord-Nederlandse schilder Nicolaes Berchem in het Centraal Museum in Utrecht.

## Voorstelling
Het stelt een landschap in Italië voor met een doorwaadbare plaats aan de voet van een vervallen, Romeins aquaduct. Door het water begeleidt een jonge man gekleed in een dikke mantel een vrouw zittend op een os. Daarbij worden ze vergezeld van een hond, enkele stuks vee en een zwaar beladen muilezel. Op de achtergrond rijdt een man op een beladen ezel in de tegenovergestelde richting. In het verschiet een landschap met rotsformatie.
Dit soort schilderijen van Italiaanse landschappen met veel aandacht voor figuren en vee waren hét handelskenmerk van Nicolaes Berchem. Deze schilder behoorde tot de groep Italianisanten, kunstenaars die korte of lange tijd in Italië verbleven of zich door het Italiaanse landschap lieten inspireren. Mogelijk verbleef Berchem begin jaren '50 enige tijd in Italië.

## Toeschrijving en datering
Het schilderij is rechtsonder gedateerd en gesigneerd ‘1658 / Berchem’.

## Herkomst
Het werk is afkomstig uit de verzameling van Amsterdamse bankier Hendrik Muilman (1743-1812). Tijdens zijn boedelveiling, van 12-13 april 1813, werd het voor 1110 gulden gekocht door zijn zoon, Willem Mogge Muilman (1778-1849). Na de veiling lijkt er een conflict te zijn ontstaan tussen Muilman en zijn zwager, Albertus Johannes Schuijt (1783-1855), over de eigendomsrechten. Schuijt liet op 26 april 1813 bij een notaris een lijst van schilderijen vastleggen, die volgens hem toebehoorden aan zijn vrouw, Maria Henrietta Muilman, die op 16 februari 1813 – dus voor de boedelveiling – overleed. Tot deze schilderijen behoorde ook Italiaanse ruïne van Berchem. Op 13 december 1813 werden alle schilderijen in de lijst toegewezen aan Schuijt. Niet lang daarna – in ieder geval voor 1834 – kwam het schilderij echter weer in het bezit van Willem Mogge Muilman. Mogge Muilman liet het werk na aan zijn dochter Anna Maria Mogge Muilman (1800-1878) en haar echtgenoot Archibald Jan van de Poll (1800-1870). Deze lieten het op hun beurt na aan hun zoon, respectievelijk stiefzoon, Jacobus Salomon Hendrik van de Poll, die het in 1880 per legaat naliet aan het Rijksmuseum Amsterdam. In 1965 werd het werk door het Rijksmuseum in bruikleen gegeven aan het Centraal Museum in Utrecht. Dit bruikleen verloopt via de Rijksdienst voor het Cultureel Erfgoed.